# Kinsedalen

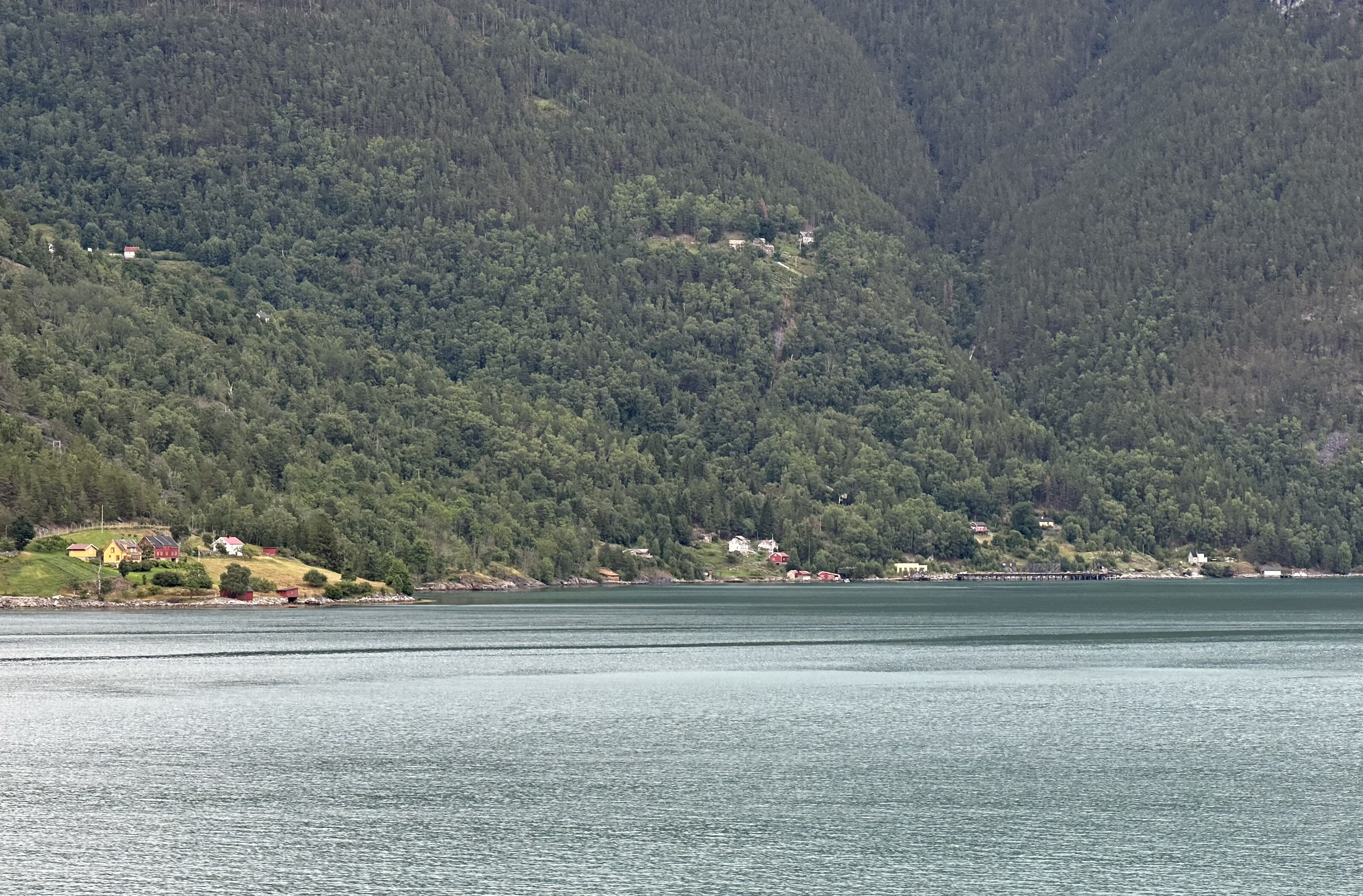
Kinsedalen, Blick über den Lusterfjord von Nordwesten, links Børtnes, rechts Kinsedalen, 2023

Kinsedalen ist ein Dorf am Lusterfjord in der norwegischen Gemeinde Luster in der Provinz Vestland.

## Lage
Kinsedalen liegt am Ostufer des Fjords, in den in der Ortslage der Kinsedalselvi und der Storegrov einmünden. Am Fjordufer entlang verläuft von hier aus die Straße F5637 Richtung Norden über Ornes, Feigum und Sørheim nach Skjolden. Etwas nordwestlich liegt der Weiler Børtnes.

## Geschichte
Bei Kinsedalen befindet sich ein Anorthositvorkommen, das für die Gewinnung von Aluminium genutzt werden kann. Es wurde 1918 von Norsk hydro erworben und 1940 von deren Tochtergesellschaften Rjukanfoss und Nordisk Lettmetall abgebaut. Ab 1942 erfolgte auch ein Abbau durch die deutsche Besatzungsmacht. 400 Personen, darunter auch Kriegsgefangene, wurden dafür in Kinsedalen untergebracht. Es entstanden Kasernen und Wohngebäude, eine Kaianlage und Bahnstrecken in die Berge hinauf für Personen und Güter. Der Abbau erfolgte sowohl im Tagebau als auch unter Tage durch in den Berg getriebene Stollen. Die Energieversorgung erfolgte durch ein Kraftwerk in Årøy auf der anderen Seite des Fjords. Das abgebaute Gestein wurde zur Weiterverarbeitung per Schiff nach Herøya gebracht. Das dortige Werk wurde 1944 bei einem Luftangriff zerstört. 1944 wurde der Abbau in Kinsedalen eingestellt. Nach Ende der deutschen Besatzung im Jahr 1945 wurden die Kasernen abgerissen. Die Kantine blieb noch länger erhalten und wurde als Berufsschule genutzt. Aus der Bergbautätigkeit sind noch Fundamentreste historischer Bauten sowie die Kaianlage vorhanden.